# Arenas de San Pedro (kommun)
Arenas de San Pedro är en kommun i Spanien. Den ligger i provinsen Ávila i den autonoma regionen Kastilien och León i centrala delen av landet, 120 km väster om huvudstaden Madrid. Antalet invånare är 6 438 (2024).